# Isoperla azusana
Isoperla azusana és una espècie d'insecte plecòpter pertanyent a la família dels perlòdids.
En el seu estadi immadur és aquàtic i viu a l'aigua dolça, mentre que com a adult és terrestre i volador.
Es troba a Àsia: el Japó.